# Psychrolutes marcidus
Psychrolutes marcidus, auch Blobfisch (englisch Blobfish) genannt, gehört zu den Dickkopf-Groppen (Psychrolutidae). Verbreitungsgebiet ist der Südwestpazifik, südlich 33° Südlicher Breite in der Tiefsee. Die bodenbewohnenden, bis zu 30 Zentimeter langen Fische leben in Tiefen von 600 bis 1200 Metern auf den Kontinentalabhängen vor Australien von New South Wales bis South Australia, Tasmanien und Neuseeland. 

## Beschreibung und Lebensweise
Durch eine Anpassung an den Lebensraum der Tiefsee besteht ihr Körper hauptsächlich aus einer gallertartigen Masse. Die Körperfarbe ist einfarbig grau und somit farblich an die Lebensweise am Meeresgrund in größeren Tiefen angepasst. Kopf und Körper von Psychrolutes marcidus sind im Gegensatz zu der im nördlichen Pazifik vorkommenden Art Psychrolutes phrictus glatt. Eine eindeutige Bestimmung ist jedoch ohne die Untersuchung des betreffenden Individuums nicht möglich.
Die Fische warten im Boden halb vergraben, bis Beute vorbeischwimmt. Sie ernähren sich von Krebstieren, Weichtieren und Seeigeln und verbrauchen beim Beutefang wenig Energie und Sauerstoff, der in großen Meerestiefen knapp ist. Eine nur geringfügig geringere Dichte als Wasser ermöglicht es diesen Fischen, im Wasser gleichsam zu schweben und so den Auftrieb zu nutzen. Diese Möglichkeit ist eine tiefsee-taugliche Alternative zur gasgefüllten Schwimmblase anderer Fischarten.

## Öffentliche Wahrnehmung
Am 12. September 2013 wurde der Blobfisch auf dem British Science Festival in Newcastle nach einer Abstimmung zum „hässlichsten Tier der Welt“ (the world’s ugliest animal) gekürt. In einem Kommentar sagte der Biologe und Fernsehreporter Simon Watt in seiner Funktion als Präsident der Ugly Animal Preservation Society, dass er hoffe, dass diese Abstimmungskampagne die Aufmerksamkeit der Öffentlichkeit auf die Gefahren, von denen „diese eigentümlichen und wunderbaren Kreaturen“ (these weird and wonderful creatures) bedroht seien, lenken würde.
Die öffentlich wahrgenommene Hässlichkeit des Fisches wird indes als Ergebnis einer starken Gewebeschädigung durch schnelle Dekompression interpretiert, die auftritt, wenn der Blobfisch aus seinem Lebensraum gerissen und an die Oberfläche gebracht wird.